# Karol Gawalewicz
Karol Gawalewicz (ur. 19 lutego 1849 w Leżajsku, zm. 29 czerwca 1939 w Przemyślu) – powstaniec styczniowy.

## Życiorys
Urodził się 19 lutego 1849 w Leżajsku. Jako chłopiec pracował w zakładzie krawieckim w Rozwadowie. Po wybuchu powstania styczniowego w 1863 zebrał 30 ochotników i wraz z nimi przekroczył granicę Królestwa Polskiego, po czym dołączył do obozu Antoniego Jeziorańskiego pod Kobyłką. W czasie walki z Rosjanami został ranny (otrzymał cięcie szablą w policzek i dźgnięcie lancą w udo). Przez długi czas leczył się (w tym czasie powstanie upadło).
W II Rzeczypospolitej mianowany na stopień podporucznika weterana.
Zamieszkiwał przy ul. Rogozińskiego 30 w Przemyślu. Od około 1936 był obłożnie chory. Zmarł 29 czerwca 1939 w Przemyślu.

## Ordery i odznaczenia
- Krzyż Niepodległości z Mieczami – 20 lipca 1932 „za pracę w dziele odzyskania niepodległości”[3][1]
- Krzyż Oficerski Orderu Odrodzenia Polski[2][1]
- Krzyż na Śląskiej Wstędze Waleczności i Zasługi[2][1]